# Antonio Maya Cortés
Antonio Maya Cortés (Jaén, 1950) es un pintor, escultor y dibujante español formado en la Real Academia de Bellas Artes de San Fernando en Madrid.

## Biografía
Nacido el 1950 en Jaén, se formó profesionalmente en dibujo y modelado en la Escuela de Artes y Oficios de Jaén. Ganó una beca por el Ministerio de Educación y Ciencia para cursar estudios en la Escuela Superior de Bellas Artes de San Fernando en Madrid y en la de San Jorge de Barcelona. En 1968 se trasladó a Madrid donde publicaría su primera obra gráfica en el estudio de Grupo 15 de Madrid, después de cumplir el servicio militar en El Aaiún, Sahara español, y acabar de graduarse. 

## Becas y premios
- Premio de estado en el departamento de dibujo del natural, Facultad de Bellas artes, Madrid.
- Segundo premio de grabado en el departamento de grabado, Facultad de Bellas artes, Madrid.
- Premio Adaja 1974, Ávila.
- Premio Gran Duque de Alba, bienal de Ávila.
- Beca de investigación para las artes plásticas, Ministerio de Cultura, Madrid.
- Beca del Ministerio de Educación y Ciencia para cursar estudios de bellas artes en las facultades de San Fernando de Madrid y San Jorge de Barcelona.
- Invitado por el Ministerio de Cultura representando a España en la sección de grabado en el festival de arte de Arcila.

## Exposiciones individuales
- 1976 Galería Aele, Madrid.
- 1984 Feria de Arte: ARCO. Stand Leandro Navarro, Madrid.
- 1986 Galería Rayuela, Madrid.
- 1988 Feria de Arte: ARCO. Stand Juan Gris, Madrid.
- 1989 El espectador. Galería Rayuela, Madrid.
- 1990 Desprendimientos. Galería Rafael Ortiz, Sevilla.
- 1992 Madrid-Roma-Madrid, Galería Séiquer, Madrid. Galería Nolde, Navacerrada, Madrid.
- 1997 Galería La Aurora, Murcia. Galería Leandro Navarro, Madrid. Maya/Maya, Sala Maruja Mallo, Centro Cultural Las Rozas, Madrid.
- 1998 Antonio Maya. Paule de Boeck Fine Arts, Gante, Bélgica.
- 2003 Congrescentrum Elzenveld. Amberes, Bélgica.
- 2003 Guadarrama. Galería Lenandro Navarro, Madrid.
- 2004 Miradas sobre un tiempo quieto. Palacio Almudi (sala de columnas), Murcia.
- 2005 Retrospectiva Antonio Maya. Conde Duque (sala Juan de Villanueva), Madrid.
- 2006 Tauromaquia. Palacio Almudí (sala de columnas), Murcia.
- 2008 Guadarrama. Espacio Nolde, Navacerrada, Madrid.

## Exposiciones colectivas
- 1973 Grabado Español Contemporáneo, Galería GRUPO 15, Madrid.
- 1976 10 pintores de hoy para mañana, Banco Latino de Madrid. Los realistas. Bienal de Arte de León.
- 1980 Exposición Nacional de Pintura de Valdepeñas. Galería Juana Mordó, Madrid.
- 1981 Realismo en España. Facultad de Bellas Artes, Madrid. Festival Internacional de Arte de Arcila.
- 1982 Bienal de Pintura Gran Duque de Alba.
- 1983 Realidades. Museo de Arte Contemporáneo de Cáceres. Galería Citania, Santiago de Compostela, Galicia. Realismo. Sala Vayreda, Barcelona.
- 1984 Realistes a Madrid. Saló del Tinell, Barcelona.
- 1985 Fundación Mendoza, Venezuela. Galería Juana Mordó, Madrid.
- 1986 Bienal Iberoamericana de Arte Senado, Sevilla. Voces Interiores. Fundación Santillana, Santander. Voces Interiores. Fundación Santillana, Centro Cultural de la Villa, Madrid. 77 España como realidad. San Venedetto del Tronto y Ascoli Piceno, Italia.
- 1987 Tres realistas españoles. Galería Treintadue, Milán, Italia.
- 1988 Realismo y figuración. Fundación Rodríquez Acosta, Granada.
- 1989 Evolución y continuidad del realismo. Galería Séiquer, Madrid.
- 1991 Visiones de Madrid. Academia de San Fernando, Madrid. Realismo español: Dos generaciones. Galería Leandro Navarro, Madrid. Tres pintores andaluces. Galería Garbi, Valencia.
- 1992 Galería Ansorena, Madrid. Madrid pintado. Museo Municipal, Madrid. Tres artistas para tres naciones. Nápoles, Italia. Becarios españoles en Roma. Roma. Jardín de Vidrio. Galería Leandro Navarro, Madrid. Becarios de Roma. Academia de San Fernando, Madrid.
- 1993 Sei pintori spagnoli della realitá. Galería Davico, Torino. Sei pintori spagnoli della realitá. Castello Aragonese, Iscia, Nápoles. Arquitecturas. Galería Leandro Navarro, Madrid.
- 1994 14 realistas españoles. Centro de Arte Palacio Almudí, Murcia. Nuevo Realismo Español. Itinerante, Caja Murcia. Herederos de la tradición. Galería Clave, Murcia.
- 1997 Galería Davidof, París. Homenaje a Fernando Mújica Herzoq. Palau Güell, Barcelona.
- 1998 Museo de Arte dello Splendore, Giulia Nova, Italia. Línea y expresión. Museo de Arte Contemporáneo, Buenos Aires.
- 1999 Mirar Madrid. Casa de Vacas, Madrid.
- 2000 La figura humana. Universidad de verano de El Escorial.
- 2004 Palabras pintadas. Sala de las Ahajas, Fundación Caja Madrid. Arte Per imagini. Museo d'Arte Constantino Barbella palazzo Martinetti-Bianchi.
- 2006 Los nuevos objetos. Galería Juan Amiano. Pamplona.
- 2006 Pintores Españoles de la Realidad. Potenza (Italia)
- 2006 Arte navas. Navas del Marqués, Ávila.
- 2006 6 del 66. Palacio de los Serrano, Ávila.

## Obras en museos y colecciones
- Patrimonio del Ministerio de Exteriores.
- Universidad Complutense, Rectorado.
- Academia de España en Roma, Roma.
- Gabinete de Estampas de la Biblioteca Nacional, Madrid.
- Fondos de la Institución Gran Duque de Alba, Ávila.
- Institución Adaja, Ávila.
- Museo de Asilach. Sección grabado, Marruecos.
- Museo Itinerante Salvador Allende.
- Colección Banco de España, Madrid.
- Colección Mendoza, Venezuela.
- Colección Telefónica, Madrid.
- Fondos de la Comunidad Autónoma de Murcia.
- Colección del Centro Cultural de la Villa de Madrid.
- Museo de Arte Contemporáneo de Bonanova, Italia.
- Biblioteca Nacional. Colección de los Premios Cervantes. Madrid.
- Colección del Ministerio de Asuntos Exteriores, Madrid.
- El mural de San Roque, realizado con pinturas de silicato sobre una superficie de 200 metros cuadrados en Ceutí, Murcia.
- Murales en el interior y la decoración exterior de la fachada principal, laterales y torre del reloj del Teatro Pavón de Madrid.
- Boceto para un mosaico para Tornareccio, Italia

## Conferencias de Arte
- 2003 Mis experiencias plásticas. Facultad de Arquitectura, Universidad Complutense de Madrid, presentado por el doctor Ignacio de las Casas Gómez.
- 2005 El mural de San Roque. Facultad de Bellas Artes de San Fernando, Universidad Complutense de Madrid. Departamento I. "III Año de Dibujo al Natural", presentado por el doctor Francisco Molinero Ayala.

## Publicaciones
- Antonio Maya, de Ignacio Ruiz Quintano.

## Enlaces
- Página web oficial del artista (enlace roto disponible en Internet Archive; véase el historial, la primera versión y la última).
- Galería Antonio Maya
- Bio Archivado el 5 de marzo de 2016 en Wayback Machine.
- Galería Leandro Navarro 1
- Galería Leandro Navarro 2
- Entrevista en el diario La Verdad (enlace roto disponible en Internet Archive; véase el historial, la primera versión y la última).

- Datos: Q5699046